# ヴァザネッロ
ヴァザネッロ（伊: Vasanello）は、イタリア共和国ラツィオ州ヴィテルボ県にある、人口約4,000人の基礎自治体（コムーネ）。

## 地理

### 位置・広がり
ヴィテルボ県東部のコムーネ。県都ヴィテルボから東へ20kmの距離にある。

#### 隣接コムーネ
隣接するコムーネは以下の通り。
- バッサーノ・イン・テヴェリーナ
- ガッレーゼ
- オルテ
- ソリアーノ・ネル・チミーノ
- ヴィニャネッロ

### 気候分類・地震分類
ヴァザネッロにおけるイタリアの気候分類 (it) および度日は、zona D, 1891 GGである。
また、イタリアの地震リスク階級 (it) では、zona 2B (sismicità media) に分類される。

## 姉妹都市
- Åsnes、ノルウェー
- ジャング（英語版）、カメルーン